# Футбольный матч Беларусь — Нидерланды (1995)
Футбо́льный матч Белару́сь — Нидерла́нды состоялся 7 июня 1995 года в Минске. В матче отборочного турнира чемпионата Европы 1996 года в группе 5 встречались сборные Беларуси и Голландии. Матч прошёл на минском стадионе «Динамо» в присутствии 37 тысяч зрителей. Вошёл в историю как самая значительная победа белорусской сборной: впервые в своей истории команда Беларуси взяла верх над сборной, посеянной во время жеребьёвки отборочного турнира чемпионата Европы в первой корзине.

## Положение перед матчем
Для сборной Беларуси это был первый отборочный цикл. После серии успешных выступлений в товарищеских матчах болельщики ожидали проверки в официальных матчах. Однако после минимального поражения в гостях от Норвегии 0:1 и победы дома над Люксембургом 2:0 последовали сокрушительное поражение дома от Норвегии 0:4 и в гостях от Чехии 2:4, а также домашняя ничья с Мальтой 1:1.
Сборная Голландии боролась за выход из группы с Чехией и Норвегией и до матча дважды победила Люксембург 4:0 и 5:0, Мальту 4:0, в гостях сыграла вничью с Норвегией 1:1 и уступила Чехии по сумме двух матчей (0:0 дома и 1:3 в гостях). Турнирное положение не позволяло голландцам терять очки.
Сборная Голландии имела и психологическое преимущество — больше половины стартового состава, представлявшие амстердамский «Аякс», двумя неделями раньше победили в Лиге чемпионов.

## Отчёт о матче
| 7 июня, 1995 20:00 | \| Беларусь \| 1:0 (1:0) \| Нидерланды \| \| Герасимец, 27′ \| Голы \| \| | Стадион: «Динамо», Минск Зрителей: 37 000 Судья: Адриан Порумбою (Румыния) |
| Беларусь           | 1:0 (1:0)                                                                 | Нидерланды                                                                 |
| Герасимец, 27′     | Голы                                                                      |                                                                            |

| Беларусь | Нидерланды |

| БЕЛАРУСЬ:                                                      |    |                    |     |     |
|                                                                |    |                    |     |     |
| В                                                              | 1  | Валерий Шанталосов |     |     |
| З                                                              | 2  | Сергей Гуренко     |     |     |
| З                                                              | 3  | Андрей Довнар      |     | 86' |
| З                                                              | 4  | Павел Роднёнок     |     |     |
| З                                                              | 5  | Александр Тайков   |     |     |
| П                                                              | 6  | Андрей Зыгмантович |     |     |
| П                                                              | 7  | Сергей Герасимец   |     |     |
| П                                                              | 8  | Владимир Журавель  |     |     |
| П                                                              | 9  | Мирослав Ромащенко |     | 55' |
| П                                                              | 10 | Андрей Юсипец      |     |     |
| Н                                                              | 11 | Пётр Качуро        |     |     |
| Запасные:                                                      |    |                    |     |     |
| П                                                              | 12 | Юрий Антонович     | 89' | 55' |
| Н                                                              | 14 | Евгений Кашенцев   |     | 87' |
| Тренер:                                                        |    |                    |     |     |
| Сергей Боровский Помощники судьи: Д. Олоджану Патрициу Абрудан |    |                    |     |     |

| НИДЕРЛАНДЫ: |    |                   |     |     |
|             |    |                   |     |     |
| В           | 1  | Эдвин ван дер Сар |     |     |
| З           | 2  | Йохан де Кок      | 62' |     |
| З           | 3  | Данни Блинд (к)   |     | 70' |
| П           | 4  | Вим Йонк          | 74' |     |
| З           | 5  | Стан Валкс        |     | 64' |
| П           | 6  | Кларенс Зеедорф   |     |     |
| П           | 7  | Джон ван ’т Схип  |     |     |
| П           | 8  | Эдгар Давидс      |     |     |
| Н           | 9  | Патрик Клюйверт   | 52' |     |
| П           | 10 | Рональд де Бур    |     |     |
| Н           | 11 | Марк Овермарс     |     |     |
| Запасные:   |    |                   |     |     |
| З           | 13 | Артур Нюман       |     | 64' |
| П           | 12 | Арон Винтер       |     | 70' |
| Тренер:     |    |                   |     |     |
| Гус Хиддинк |    |                   |     |     |

## Гол
Голевая атака развивалась правым флангом. Качуро дал пас вперёд в район угла штрафной набравшему ход Герасимцу. Голкипер гостей Эдвин ван дер Сар, для которого этот матч стал дебютным в национальной сборной, выскочил ему навстречу, но Герасимец на скорости обошёл вратаря, сместившись при этом к бровке, и затем с острого угла ударом мимо пытавшихся успеть на перехват де Кока и Блинда поразил пустые ворота.

## После матча
6 сентября 1995 в Роттердаме состоялась ответная игра. Игра прошла с обоюдными шансами, а на 77-й минуте за фол последней надежды был удалён Винтер. Однако гол забили голландцы — Мюлдер на 84-й минуте. Голландия победила со счётом 1:0.
В итоге Голландия заняла 2-е место в группе, набрав 20 очков и уступив 1 очко Чехии и опередив Норвегию по дополнительным показателям. В стыковом матче Голландия победила Ирландию со счётом 2:0 и вышла в финальную часть турнира.
Сборная Беларуси заняла в группе 4-е место (11 очков).